# Erlenmeyerova tikvica
Erlenmeyerova tikvica je vrsta staklenog kemijskog posuđa. 
To je tikvica konusne baze i cilindričnog vrata, sa strane obično graduirana, pa može poslužiti za grubo mjerenje volumena tekućina. Zbog svog oblika prikladna je za miješanje tekućina tijekom pokusa. Postoje mnoge izvedbe i volumeni. U širokoj je uporabi u laboratorijima.
Izumio ju je njemački kemičar Richard August Carl Emil Erlenmeyer 1861. godine.